# TOI-2180 b
TOI-2180 b es un exoplaneta gigante que orbita la estrella de tipo G TOI-2180, también conocida como HD 238894. Fue descubierto con la ayuda del Transiting Exoplanet Survey Satellite y actualmente es el exoplaneta con el período orbital más largo que TESS pudo descubrir (hasta septiembre de 2022). TOI-2180 b orbita su estrella anfitriona cada 260,16 días.

## Descubrimiento
TOI-2180 b se identificó por primera vez como candidato a exoplaneta debido a un único tránsito con TESS el 12/13 de diciembre de 2019 por un grupo de científicos ciudadanos llamado Visual Survey Group que incluye a Thomas Lee Jacobs, un ex oficial naval de Estados Unidos. El grupo estaba usando la herramienta de procesamiento de curvas de luz lcTools. En mayo de 2020 la colaboración Planet Hunters: TESS anunció este objeto como un Objeto de interés TESS comunitario (CTOI) y pronto se promovió a un TOI regular.
La colaboración TESS-Keck Survey realizó observaciones de seguimiento de la velocidad radial durante casi 2 años con el buscador de planetas automatizado y el observatorio W. M. Keck. Las observaciones de seguimiento descubrieron que el tránsito único fue causado por un planeta de período largo.

## Propiedades orbitales
TOI-2180 b tiene un largo período orbital de 260,16 días lo que también conduce a una larga duración de tránsito de 2  horas y la distancia a la estrella anfitriona es el 82,8 % de la distancia sol-tierra. El planeta no orbita dentro de la zona habitable a pesar de esta estrecha semejanza en el eje semi-mayor. TOI-2180 b tiene una alta excentricidad de la órbita de 0,37. El monitoreo de la velocidad radial también mostró la aceleración debida a un planeta exterior o una estrella de baja masa en el sistema.
El segundo tránsito no fue detectado desde tierra y el tercer tránsito no fue observado. El cuarto tránsito se observó el 31 de enero/01. Febrero de 2022, refinando el período orbital. El próximo tránsito ocurrirá el 18 de octubre de 2022 a las 21:28 UTC.

## Propiedades físicas
El planeta tiene el mismo tamaño que Júpiter pero es 2,8 veces más pesado. TOI-2180 b destaca por su temperatura fría estimada de unos 348 K (74,9 °C, 166,7 °F).  Esto está más cerca de los 165 K de Júpiter que la mayoría de los exoplanetas gigantes descubiertos y pertenece a una pequeña muestra de Júpiter de temperatura con una temperatura <400 K que transitan, como Kepler-167e, WD 1856+534 b, Kepler-1704 b, KOI-3680 b, Kepler-1514 b y Kepler -539 a.
TOI-2180 b tiene la estrella anfitriona más brillante con una magnitud visual de 9,16, que es unas 3 magnitudes más brillante que el siguiente sistema más brillante de esta muestra.
Es probable que el planeta esté enriquecido en metales en comparación con su estrella anfitriona. El equipo de descubrimiento infirió que TOI-2180 b está enriquecido en metales por un factor de aproximadamente 5 en comparación con su estrella anfitriona.

### Observaciones futuras
El exoplaneta es un objetivo pobre para la espectroscopia de transmisión debido a su alta gravedad superficial y al gran radio de la estrella anfitriona. El gran radio de la estrella provoca una profundidad de tránsito relativamente poco profunda de alrededor del 0,5 %. El sistema sigue siendo un objetivo excelente para encontrar anillos y exolunas alrededor de TOI-2180 b. También es un buen objetivo para estudiar la migración de exoplanetas.

## Estrella anfitriona
La estrella anfitriona es una estrella brillante y ligeramente evolucionada de magnitud 9,16  con un tipo espectral de G5. Tiene una masa de 1,1 M y un radio de 1,6 R . El radio aumenta debido a la naturaleza evolucionada de la estrella. La estrella está a 116 parsec (379 años luz ) de distancia de la Tierra y tiene una edad de unos 8100 millones de años.

### Zona Habitable
Actualmente, la zona habitable alrededor de TOI-2180 está entre 1,5 y 2,2 unidades astronómicas. Debido a que TOI-2180 está ligeramente evolucionado, en el pasado tenía una zona habitable más cercana a la estrella. A una edad de unos 3 mil millones de años la zona habitable se ubicaba entre 1,1 y 1,6 unidades astronómicas.